# Belevren
Belevren (în bulgară Белеврен) este un sat în Obștina Sredeț, Regiunea Burgas, Bulgaria.

## Demografie
Componența etnică a satului Belevren
     Bulgari (94,11%)
     Nicio identificare (5,88%)
     Altele (0%)
La recensământul din 2011, populația satului Belevren era de 17 locuitori. Din punct de vedere etnic, majoritatea locuitorilor (94,11%) erau bulgari. Pentru 5,88% din locuitori nu este cunoscută apartenența etnică.